# Otto von Helldorff

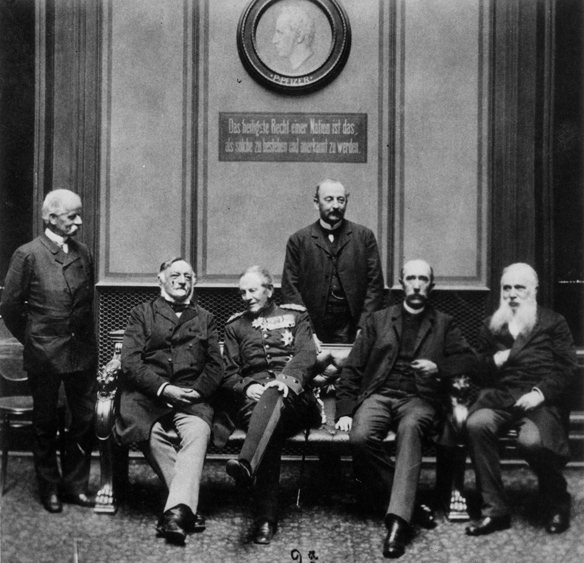
Mitglieder der Reichstagsfraktion der Deutschkonservativen Partei (von links nach rechts): Rudolph Wichmann, Otto von Seydewitz, Helmuth von Moltke, Graf Konrad von Kleist-Schmenzin, Otto von Helldorff, Karl Gustav Ackermann

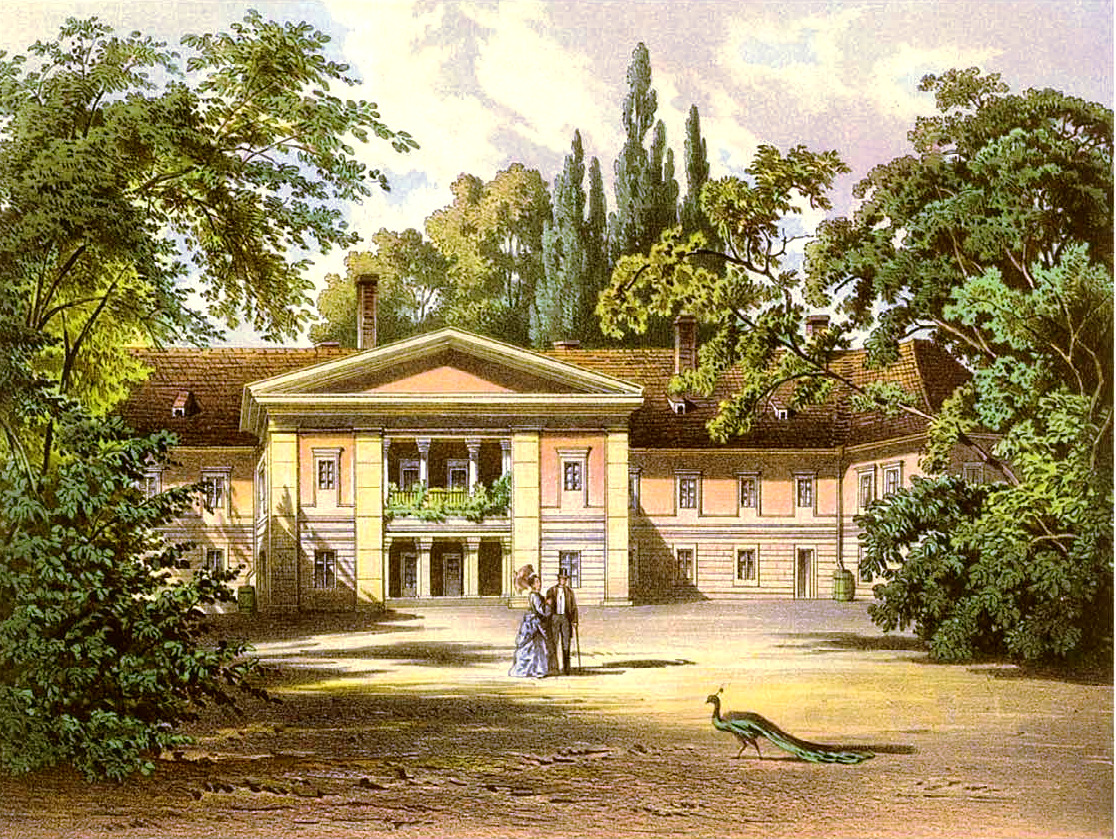
Schloss Bedra um 1860, Sammlung Alexander Duncker

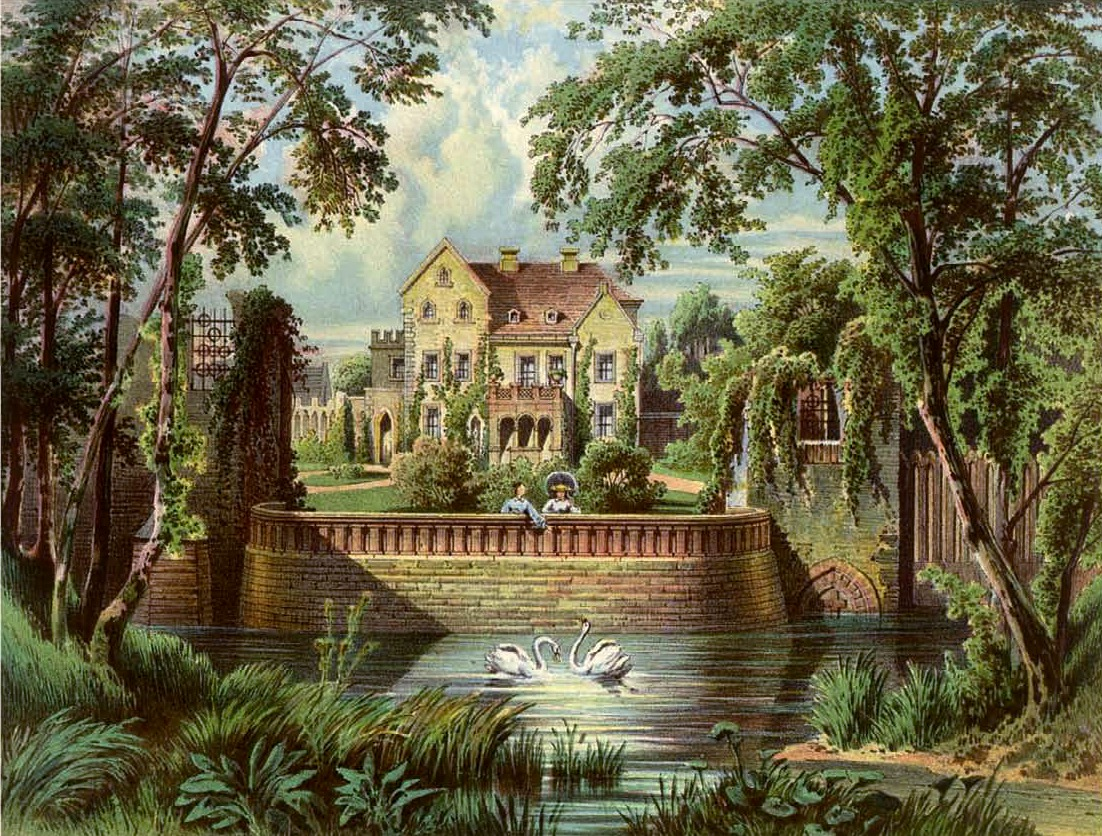
Rittergut Petzkendorf um 1860, Sammlung Alexander Duncker

Otto Heinrich von Helldorff (* 16. April 1833 in Bedra, Provinz Sachsen; † 10. März 1908 ebenda) war ein preußischer Gutsbesitzer, konservativer Politiker und preußischer Kammerherr.

## Familie
Er entstammte dem alten meißnischen Adelsgeschlecht von Helldorff und war der Sohn des preußischen Kammerherrn und Landrats Heinrich von Helldorff (1799–1873), Gutsbesitzer auf Bedra, Baumersroda und Petzkendorf, und dessen erster Ehefrau Julie Charlotte Gräfin von der Schulenburg (1806–1844).
Helldorff heiratete am 17. Juli 1867 in Hamburg Clara Stammann (* 29. Juli 1846 in Hamburg; † 3. Februar 1918 auf Gut Bedra), die Tochter des Architekten Friedrich Stammann und der Friedrike von Helldorff.

## Leben
Nach dem Studium der Rechtswissenschaften war Helldorff bis 1874 in preußischem Staatsdienst und in den Jahren 1867 bis 1874 als Landrat in Wetzlar tätig. 1874 übernahm er die Bewirtschaftung des Familiengutes Bedra und seiner anderen drei Güter Leiha, Schalkendorf und Petzkendorf.
Als Konservativer war Helldorff Mitglied des preußischen Staatsrats, in den Jahren 1871 bis 1874 für den Wahlkreis Koblenz 1 (Wetzlar – Altenkirchen), 1877 bis 1887 für den Wahlkreis Merseburg 2 (Schweinitz – Wittenberg) und 1890 bis 1893 für den Wahlkreis Marienwerder 7 (Schlochau – Flatow) Mitglied des Reichstags. Von 1879 bis 1881 und 1884 bis 1892 war er Vorsitzender der Fraktion der Deutschkonservativen Partei, an deren Gründung er 1876 maßgeblich mitgewirkt hatte und die er seitdem bis zum Jahr 1892 als Vorsitzender führte.
Helldorff förderte die Aussöhnung der preußischen Konservativen mit Reichskanzler Otto von Bismarck (1815–1898) und war an der Politik der Kartellparteien maßgeblich beteiligt. Er verlor aber das Vertrauen Bismarcks in den Auseinandersetzungen vor dessen Sturz (1890). Helldorff und seine Partei stimmten 1890 gegen die von Bismarck geforderte Verlängerung des Sozialistengesetzes. In der Auseinandersetzung um die Handelsverträge von Leo Graf von Caprivi (1831–1899) zerstritt er sich mit den agrarisch orientierten Kreisen seiner eigenen Partei und verlor deshalb 1892 den Fraktions- und Parteivorsitz.
Danach trat er auch im Preußischen Herrenhaus, dem er seit 1890 angehörte, nicht mehr hervor.